# Shoninki

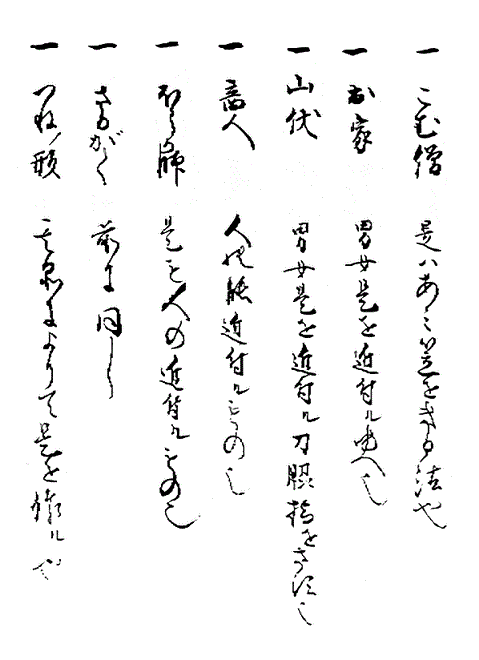
Shoninki-Schrift

Das Shōninki (jap. 正忍記) ist eine mittelalterliche Schrift der Ninja aus der Kishū-Provinz. Das Werk wurde  von Fujibayashi Masatake (藤林正武) (auch Fujinoissuishi Masatake (藤一水子正武), Sanjūrō Masatake (三十郎正武) oder Natori Sanjūrō Masazumi (名取三十郎正澄)) im Jahr 1681 verfasst. Das Shōninki beschreibt die Spionagestrategien der Shinobi aus Kishū. Zusammen mit dem Bansenshūkai und dem Ninpiden ist es eine der drei erhaltenen Schriften der Ninja. Ein Originalexemplar des Shōninki ist in der Staatsbibliothek von Tokyo. 

## Inhalt
Das Shōninki gliedert sich in Vorwort (Jo), drei Schriftrollen (Shomaki, Chumaki, Gemaki) und Nachwort (Okusho). Im Vorwort bespricht der Autor die verschiedenen Arten von Spionen und die Grundprinzipien der Spionage. Die erste Schriftrolle thematisiert grundlegende Fertigkeiten der Spionage, wie z. B. Verkleiden, Verbergen, Eindringen in fremde Häuser, nächtliches Agieren, Informationsbeschaffung oder die Zusammenarbeit verschiedener Shinobi. Die zweite Rolle behandelt den eigenen Schutz, die Abwehr feindlicher Spione, Menschenkenntnis und Physiognomie, das Erkennen und Entlocken der wahren Absichten von Menschen sowie das Legen falscher Spuren und Indizien. Die letzte Schriftrolle setzt sich mit den eigenen Gemütszuständen sowie denen anderer Menschen auseinander. 